# Draco maximus
Espèce
Synonymes
- Draco intermedius Werner, 1910
- Draco cryptotis Despax, 1912

Draco maximus est une espèce de sauriens de la famille des Agamidae.

## Répartition
Cette espèce se rencontre en Thaïlande, en Malaisie et en Indonésie à Sumatra, au Kalimantan et aux îles Natuna. 

## Publication originale
- Boulenger, 1893 : Description of new reptiles and batrachians obtained in Borneo by Mr. C. Hose and Mr. A. Everett. Proceedings of the Zoological Society of London, vol. 1893, p. 522-528 (texte intégral).